# Mus (cognomen)
Mus is een cognomen dat betekent: "de rat" of "de muis". Het was het cognomen van een familie in de gens Decia. 
Bekende dragers van dit cognomen zijn:
- Publius Decius Mus (consul in 340 v.Chr.);
- Publius Decius Mus (consul in 312, 308, 297 en 295 v.Chr.);
- Publius Decius Mus (consul in 279 v.Chr.)